# Алітераційний вірш

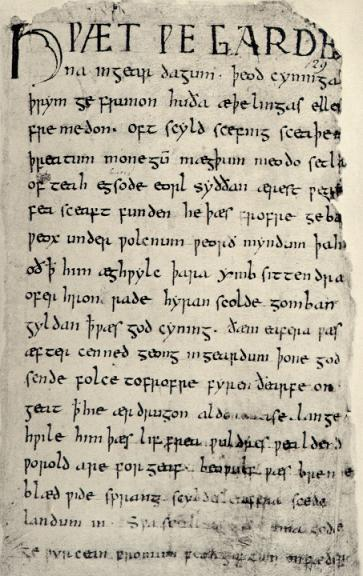
Перша сторінка «Беовульфа»

Алітераційний вірш — акцентний вірш у старогерманській поезії. Заснований на алітерації: у кожному рядку принаймні два слова повинні починатися з одного і того ж звуку. Алітерація може зв'язувати піввірші 4-словного вірша, в кельтській поезії — цілі вірші один з одним.
Серед творів, написаних алітераційним віршем, — староанглійські «Беовульф»￼￼ і «Смерть Артура», скандинавська «Старша Едда»￼￼, поема новітньої доби «Падіння Артура»￼￼ пера Дж. Толкіна. 

## Загальна характеристика
У німецькій поезії початку другого тисячоліття алітераційний вірш почав витіснятися римованим, хоча видатні зразки старої техніки з'являлися і в XIV столітті (у Англії поема Piers Plowman — Вільяма Ленгленда, старшого сучасника Чосера; алітерація вже в назві). Безперервно зберігається традиція алітераційного вірша в ісландській поезії. У кельтській поезії Високого Середньовіччя прийоми алітерації кодифікують і отримали додатковий розвиток (наприклад, валійський кінханед); вони живі в кельтській поетичній традиції і зараз. Ряд поетів XIX–XX століть (починаючи з романтиків) створювали стилізації алітераційного вірша.

## В українській поезії
До алітераційного вірша звертались і українські поети, щоб виразніше передати настрій ліричного героя: сумний, як у вірші І. Франка «Сипле, сипле, сипле сніг»; захоплено-піднесений у «Дощовій трилогії» М. Рильського: «Свище сірий, свище сивий» (дощ); чи в одному з віршів Д. Павличка: «Радуйся, дівчино, разом зі мною… // Ласкою леготу, листом на кленах…».